# دونالد هالدمن
دونالد هالدمن (انگلیسی: Donald Haldeman; ۲۹ مهٔ ۱۹۴۷ – ۲۲ فوریهٔ ۲۰۰۳) تیرانداز اهل ایالات متحده آمریکا بود.
وی در مسابقات کشوری و بین‌المللی در مجموع برندهٔ ۱ مدال طلا شده‌است.